# Vítkovská lípa
Vítkovská lípa, je památný solitérní strom - lípa velkolistá (Tilia platyphyllos Scop.) v centrální části města Vítkov v okrese Opava. Geograficky se také nachází v pohoří Vítkovská vrchovina v Moravskoslezském kraji v Horním Slezsku.

## Historie a popis
Vítkovská lípa se nachází v uzavřeném areálu mezi ulicemi Opavská a Dělnická. Podle údajů z roku 1997:
| Výška stromu:                   | 26,0 m                                                       |
| Obvod kmene (ve výčetní výšce): | 5,44 m                                                       |
| Ochranné pásmo stromu:          | vyhlášené - kruh o poloměru 10 m se středem v ose paty kmene |
| Datum prvního vyhlášení:        | 22. prosince 1997                                            |

## Další informace
Lípa je celoročně volně přístupná. V blízkosti se nachází také památná Lípa ve Vítkově.

## Galerie

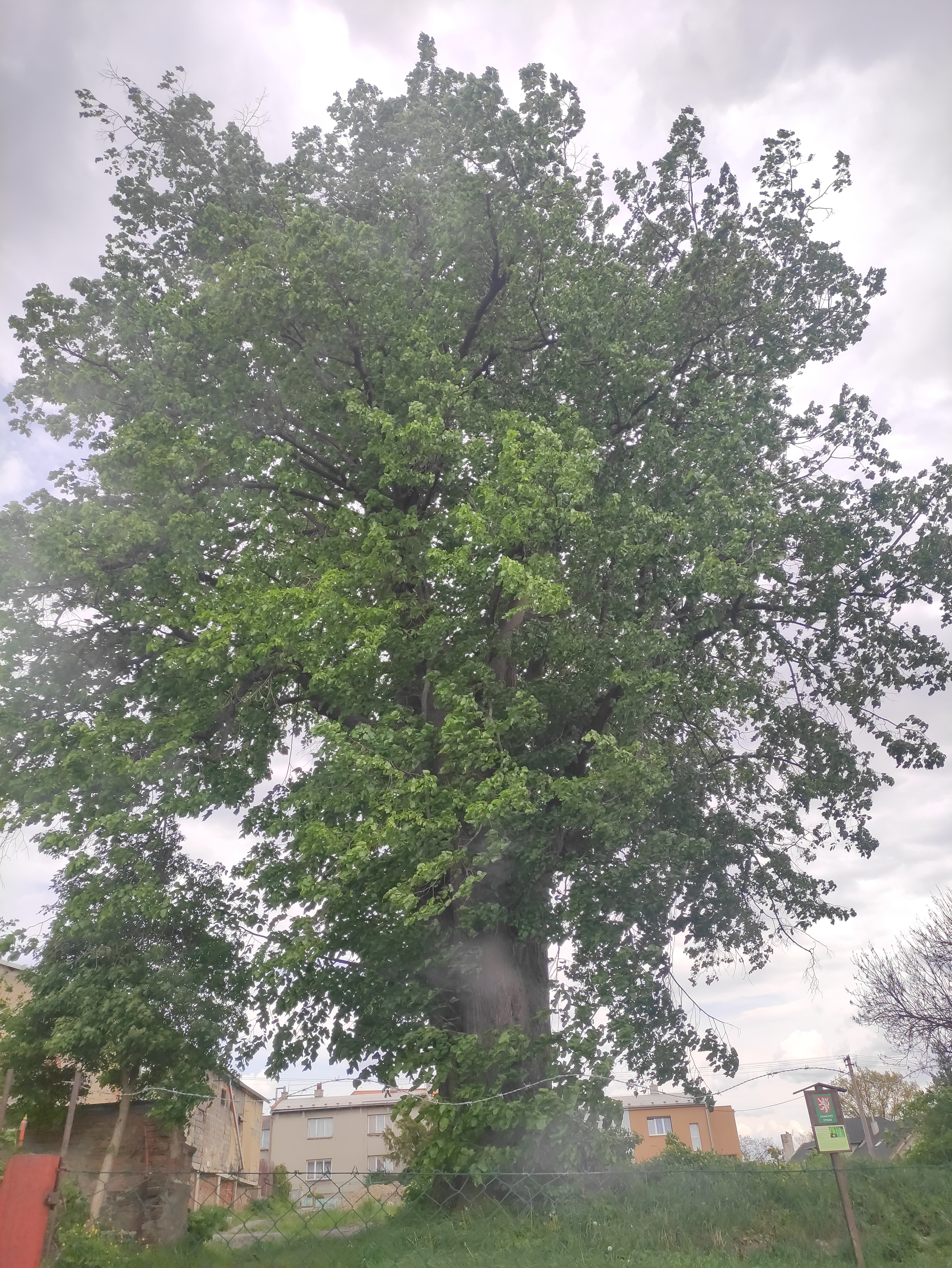
Lípa (květen 2024)